# Brasão de armas do Panamá

O Brasão de Armas do Panamá foi aprovado provisoriamente e, em seguida, definitivamente pelas mesmas leis que aprovaram a bandeira nacional.

## Descrição
A secção central contém o Istmo do Panamá. O chefe ou parte superior do brasão de armas compreende dois trimestres. O canto superior esquerdo, ao longo de um campo de prata, contém uma espada e um rifle. Em 1904 foram feitas as armas oficiais pela Lei 64, de 4 de Junho de 1904, assinada pelo Presidente da Assembleia Dr. Genaro Ortega, e sancionada pelo Presidente da República, Dr. Manuel Amador Guerrero.
A descrição oficial do design heráldico é a seguinte:
"Ele repousa sobre um campo verde, símbolo da vegetação. O centro mostra o Istmo com os seus mares e o céu, em que a lua começa a subir acima do ondas e o sol começa a esconder-se por detrás da montanha, marcando assim a hora da declaração solene da nossa independência. A cabeça está dividida em dois trimestres: numa mão direita, no campo de prata, uma espada e uma pistola são pendurados significando o abandono de sempre das guerras civis, causas da nossa ruína; numa das esquerdas, e no campo de ouro, uma pá e um sacho atravessados, brilhando, para simbolizar o trabalho."
"O fim do brasão de armas também é dividido em dois trimestres: a do lado direito, no campo azul, mostra uma cornucópia, símbolo da riqueza, bem como numa das esquerdas, em matéria de Prata, a roda alada, símbolo do progresso. Atrás do escudo e cobrindo-o com as suas asas abertas, está uma águia, símbolo da soberania, com a cabeça voltada para a esquerda, e tem na ponta do bico uma fita de prata, o que trava a partir da direita para a esquerda. Pelo topo, o seguinte lema é impresso na faixa "Pro Mundi Beneficio" (Para o Benefício do Mundo).
"Na águia, em forma de arco, nove estrelas douradas representam as províncias da República. Tal como acessórios decorativos, para cada um dos lados do brasão de armas estão recolhidas duas bandeiras nacionais."
Durante trinta e sete anos, o Brasão de Armas da República do Panamá não foi alterado até à Constituição de 1941 ser promulgada. A Assembleia Nacional ditou em Março desse ano a Lei 28 sobre o Brasão de Armas, em que foram introduzidas as seguintes reformas, a saber: a arma, como atitude de alerta em defesa da soberania, no lugar de "abandono a médio das guerras civis ". 311 projectos apareceram para alterar a divisa e o júri nomeado para fazer a selecção decidiu: "Solo Dios sobre Nosotros" (Só Deus Acima de Nós). No entanto, quando a Assembleia Nacional aprova a Lei 28 já referida, rejeitou uma das preferidas: "Justiça, Honra e Liberdade". Cinco anos mais tarde, em 1946, o Panamá retornou ao antigo símbolo com o conhecido lema de "Pro Mundi Beneficio".
A adopção formal e regulamentação do uso da bandeira nacional, hino e brasão de armas foram reglamentadas pela lei 34 de 1949.

## Lei da Harpia

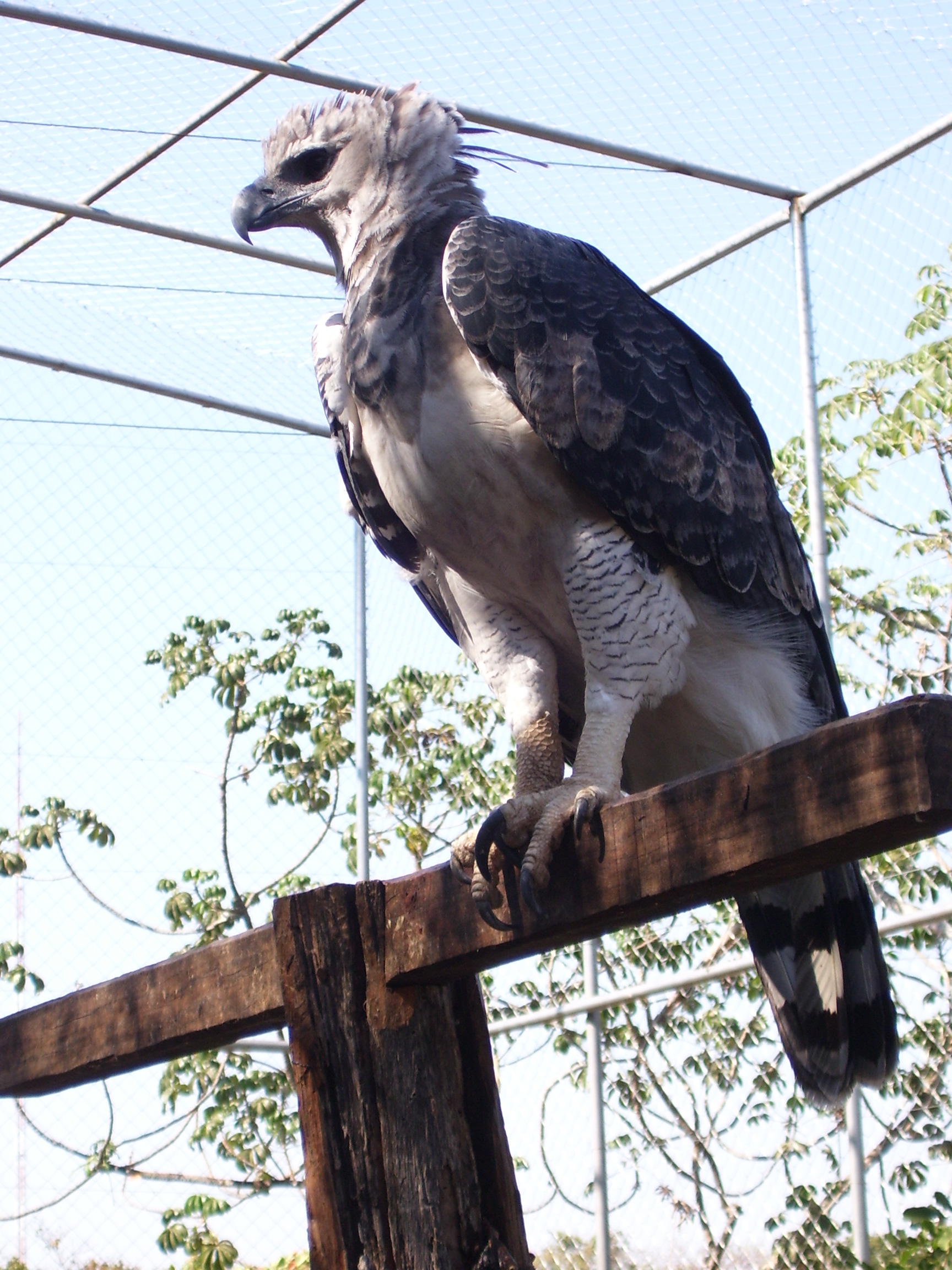
Harpia

A Lei 34, de 1949 indicou, como referido anteriormente, que era para ser uma águia no topo do brasão de armas. No entanto, ela não especificou qual a espécie de águia, embora na maioria das escolas, a Harpia foi a espécie de águia que foi colocada em cima do brasão de armas. A Lei 18 de 2002, fez a Harpia (Harpia harpyja), o pássaro nacional; e para especificar qual a espécie de águia para ser colocada sobre o brasão de armas, em 17 de Maio de 2006, foram aprovadas 50 leis pela Assembleia Nacional para modificar a lei 18 de 2002, e acrescentam que a Harpia (Harpia harpyja), como a espécie de águia que deve ser colocada sobre o Brasão de Armas da República do Panamá.